# Thiếc(II) oxide
Thiếc(II) Oxide là một hợp chất vô cơ có công thức hóa học là SnO. Hợp chất này gồm hai nguyên tố thành phần là thiếc và oxy, trong đó thiếc có trạng thái oxy hóa là +2. Hợp chất này tồn tại ở hai dạng, một hình dạng có màu xanh-đen, còn dạng còn lại có màu đỏ.

## Điều chế
Hợp chất SnO tinh khiết có thể được điều chế trong phòng thí nghiệm, bằng cách thay đổi nhiệt độ thiếc(II) oxalat (còn được gọi là stannous oxalat) trong không khí hoặc trong bình khí CO2. Phương pháp này cũng được áp dụng cho việc sản xuất Sắt(II) Oxide và Mangan Oxide. Phương trình mêu tả phản ứng:
SnC2O4·2H2O → SnO + CO2 + CO + 2 H2O
Thiếc(II) Oxide cháy trong không khí với ngọn lửa xanh mờ để tạo thành một loại Oxide khác của thiếc là SnO2.<
2 SnO + O2 → 2 SnO2
Khi nung nóng trong khí trơ, kim loại Thiếc và Sn3O4 tiếp tục phản ứng để cho ra SnO2 và tạo một phần kim loại thiếc.
4SnO → Sn3O4 + Sn
Sn3O4 → 2SnO2 + Sn

## Sử dụng
Hóa chất này được sử dụng cách phổ biến, đóng vai trò là tiền chất dùng để sản xuất các hợp chất thiếc hoặc muối thiếc, thông thường là mang hóa trị II. Oxide thiếc tinh thể cũng được sử dụng làm chất khử và trong việc tạo ra thủy tinh ruby.  Ngoài ra, hợp chất Thiếc(II) Oxide còn có một công dụng nhỏ là một chất xúc tác este hóa.